# Gerard Labuda
Gerard Labuda (1916. december 28. – Poznań, 2010. október 1.) lengyel történész.

## Művei
- Studia nad początkami państwa polskiego, 1946
- Słowiańszczyzna pierwotna, Warszawa, 1954
- Fragment dziejów Słowiańszczyzny Zachodniej, t. 1-3, Poznań 1960, 1964, 1975
- Dzieje Zakonu Krzyżackiego w Prusach. Gospodarka-Społeczeństwo-Państwo-Ideologia, Gdańsk, 1986
- Studia nad początkami państwa polskiego (t. 1-2, 1987-88),
- Pierwsze państwo polskie, Kraków, 1989
- Kaszubi i ich dzieje, Gdańsk, 1996, ISBN 83-904950-9-0
- Mieszko I, Wrocław, 2002
- Historia Kaszubów w dziejach Pomorza t.1 Czasy średniowieczne, Gdańsk, 2006
- Korona i Infuła. Od Monarchii do poliarchii, Kraków, 1996